# Хуцань
Хуцань, Хуцані (рум. Huțani) — село у повіті Ботошані в Румунії. Входить до складу комуни Вледень.
Село розташоване на відстані 365 км на північ від Бухареста, 14 км на захід від Ботошань, 103 км на північний захід від Ясс.

## Населення
За даними перепису населення 2002 року у селі проживали 569 осіб, усі — румуни. Усі жителі села рідною мовою назвали румунську.